# Tillatoba
La ville américaine de Tillatoba est située dans le comté de Yalobusha, dans l’État du Mississippi. Lors du recensement de 2010, sa population s’élevait à 91 habitants.

## Source
- (en) Cet article est partiellement ou en totalité issu de l’article de Wikipédia en anglais intitulé « Tillatoba, Mississippi » (voir la liste des auteurs).